# Frédéric de Schleswig-Holstein-Sonderbourg-Wiesenbourg
Frédéric de Schleswig-Holstein-Sonderbourg-Wiesenbourg  (né le 2 février 1652 - 7 octobre 1724 à Wiesenbourg) duc Schleswig-Holstein-Sonderbourg-Wiesenbourg de 1689 à 1724, lignée issue de maison des ducs de Schleswig-Holstein-Sonderbourg-Glücksbourg

## Biographie
Frédéric est le fils de Philippe-Louis de Schleswig-Holstein-Sonderbourg-Wiesenbourg et d'Anne de Hesse-Hombourg (31 août 1629 - 3 août 1686). Il sert dans l'armée de la monarchie de Habsbourg en 1672. Il succède à son père et règne jusqu'à sa mort.
Il épouse Caroline de Brezg (2 décembre 1652  - Wroclaw 24 décembre 1707) fille de Christian de Brzeg et de Louise d'Anhalt-Dessau dont il se sépare en 1680 après avoir eu un fils :
- Léopold de Schleswig-Holstein-Sonderbourg-Wiesenbourg (né le 12 janvier 1674  -  4 mars 1744)

## Source
- Anthony Stokvis, préface de H. F. Wijnman, Manuel d'histoire, de généalogie et de chronologie de tous les États du globe, depuis les temps les plus reculés jusqu'à nos jours, éditions Brill à Leyde, 1890-1893 ; « Généalogie des comtes et ducs de Holstein ». Volume III, Chapitre VIII, Tableau Généalogique no 45.